# 赣州路
赣州路，元朝时设置的路。
至元十四年（1277年）升赣州为路，属江西等处行中书省。治所在赣县（今江西省赣州市）。辖境相当今江西省赣州市及信丰、全南二县以东，石城、宁都、兴国三县以南地区。至正二十五年（1365年），朱元璋改为赣州府。